# Proyecto Roma
El Proyecto Roma es un modelo educativo perteneciente al movimiento escolar llamado "Pedagogía Alternativa" o "Educación Alternativa" un movimiento mundial que nace en contraposición del modelo pedagógico tradicional tan extendido en la mayoría de los países, especialmente de occidente que según especialistas como Ken Robinson, está llegando a su ocaso.  
El Proyecto Roma se define a sí mismo como un modelo de educación inclusivo creado por el Doctor Miguel López Melero, catedrático de la Universidad de Málaga en España que 
originalmente nace como un proyecto de investigación entre investigadores de España e Italia, (de ahí su nombre) centrado en encontrar maneras para educar exitosamente contextos, los resultados fueron tan reveladores que llevaron a López Melero a universalizar este modelo educativo.
El modelo pretende aportar ideas y pensamientos que ayuden a la creación de una nueva cultura pedagógica. Busca transformar los contextos escolares de los alumnos para lograr generar un cambio cultural que respete a las personas en su diversidad y las valore como sujetos de dignidad y derecho.
Quiere hacer del aula una comunidad de convivencia y aprendizaje que incorpore a las familias y la escuela en las propias situaciones del conocimiento a través de una metodología que favorece un aprendizaje cooperativo, mediante la toma de decisiones reales y el desarrollo de estrategias para "aprender a aprender" por medio de proyectos de investigación y no por medio de planes curriculares preestablecidos.

## Justificación pedagógica.[4]
El Proyecto Roma tiene sus fundamentos epistemológicos en la teoría de la acción comunicativa de Jürgen Habermas, en la idea de investigación-acción de Stephen Kemmis, la concepción de inteligencia de Alexander Luria, la antropología de Lev Vigostki y el modelo de educación como culturización del ser humano de Humberto Maturana. Igualmente se fundamenta pedagógicamente en las ideas de Jerome Bruner, John Dewey y Paulo Freire.
La hipótesis básica que impulsa el Proyecto Roma es que todas las personas son competentes para aprender pues no nacemos siendo inteligentes sino que a través de los contextos y las experiencias nos vamos haciendo inteligentes, la inteligencia no es una cuestión previa al aprendizaje, sino que es justo al revés, el aprendizaje produce desarrollo cognitivo, nos hace inteligentes. La inteligencia no depende de ningún don sino de las oportunidades que tengamos para aprender.
El modelo pretende que a través de proyectos de investigación que nacen del interés de los alumnos se logre un trabajo cooperativo y solidario, busca que los estudiantes aprendan a pensar, comunicar, sentir, decidir y actuar, en un ambiente inclusivo en donde convivan personas diferentes, algunas de ellas con diferentes peculiaridades cognitivas pues, López Melero cree que a través de la diferencia se mejoran y enriquecen los procesos de enseñanza y aprendizaje.

## Principios del Proyecto Roma
Desde el Proyecto Roma se asume y defiende el proyecto educativo democrático que emana de los Derechos Humanos y los Derechos del Niño, de ahí que su preocupación sea saber qué debe aprender el alumnado y cómo deben enseñarlo. Este es el sentido del currículum escolar para el profesorado del Proyecto Roma y esto no es sólo una cuestión académica, sino ética, porque no tiene que ver sólo con los contenidos curriculares, sino, también, con cómo las personas se van configurando a través de los mismos. De ahí que sostengan que la doble finalidad de la escuela pública sea aprender a pensar y aprender a convivir a través de los sistemas de comunicación, de las normas y valores que se establezcan democráticamente y se vivan en las clases. 
Sus principios son:
1. Todas las personas son competentes para aprender (Principio Confianza)
2. Se trabaja de manera cooperativa y solidaria en las aulas (Grupos heterogéneos)
3. La construcción del conocimiento de manera social a través de proyectos de investigación. (Convertir nuestras aulas como si fuese un cerebro. Proceso lógico de pensamiento).
4. El aula como comunidad  de convivencia y aprendizaje (Construcción de la democracia en las aulas).
5. El respeto a la diferencia como valor (las diferencias étnicas, de religión, de hándicap, de procedencia, etc., mejoran los procesos de enseñanza y aprendizaje).

Por todo ello, enseñar a indagar y a investigar es algo que define al profesorado del Proyecto Roma y esto, a su juicio, sólo lo pueden conseguir a través de proyectos de investigación, ya que consideran que la indagación es el fundamento del aprendizaje. Es a través de los proyectos de investigación, considerado como aprendizaje cooperativo, como adquieren sentido los contenidos más significativos y relevantes necesarios para resolver situaciones problemáticas. Así que los contenidos deben proporcionar al alumnado por un lado educación (conocimientos significativos y relevantes) y por otro desarrollo (instrumentos simbólicos necesarios para el aprendizaje autónomo). Desde el Proyecto Roma se postula que no se trata de adquirir conocimientos sino de aprender a observar, indagar e investigar.

### Dimensiones del pensamiento.
El Proyecto Roma afirma que para lograr un mayor aprendizaje la educación se debe realizar siguiendo el proceso lógico del pensamiento, mismo que se da en cuatro dimensiones, la dimensión de la cognición y metacognición o zona de pensar, la dimensión del lenguaje o zona de comunicar, la dimensión de la afectividad o zona del amor y la dimensión del movimiento o zona del movimiento.
En la dimensión de la cognición y metacognición se da la percepción, la atención y la memoria. En esta dimensión los alumnos pueden aprender las clasificaciones, seriaciones, agrupamientos y categorizaciones.
En la dimensión del lenguaje se da la codificación y decodificación de los distintos lenguajes como son los idiomas, el lenguaje matemático, el físico, el artístico o el musical.
La dimensión de la afectividad es adentrarse al mundo de las emociones y los sentimientos, de la comprensión de la diversidad y la consiguiente valoración de las diferencias y de la necesidad de colaborar, en esta dimensión nacen las normas de convivencia y la comprensión de los valores.
En la dimensión del movimiento se da el conocimiento del cuerpo, la lateralidad, la praxia o psicomotricidad fina y gruesa.

### Proyectos de investigación.
Para el Proyecto Roma los proyectos de investigación son un modo de aprender a aprender en cooperación y comprenden las siguientes partes:
- Cuestiones Previas: Etapa en la que se conocen los integrantes del grupo, se consensúan las normas de convivencia (de clase, asamblea y grupo) y se definen responsabilidades.[8]
- Asamblea. En una conversación grupal, a partir de una situación problemática común, se determina el proyecto de investigación. Esta situación problemática debe partir de los intereses y curiosidades del alumnado, en relación con su vida cotidiana. Se elabora una lista de lo que se sabe y de lo que se necesita saber para dar respuesta a la situación problemática.
- Plan de Acción. Se forman grupos heterogéneos que planificarán la acción. Cada grupo decide qué va a construir para dar respuesta a la situación problemática y elabora un plan de operaciones (aprendizajes genéricos-interpersonales) siguiendo el proceso lógico de pensamiento. Cada miembro del grupo, decide también sus aprendizajes específicos (intrapersonales). Por último se planifican los posibles imprevistos.
- Acción. Cada grupo lleva a cabo su planificación para la construcción de lo que han decidido, el maestro/maestra sigue el proceso de trabajo de cada grupo y ofrece la ayuda que se requiera para reconducir sus reflexiones y acciones.
- Asamblea Final. Bajo ciertos lineamientos se presenta el proyecto de investigación en asamblea a los otros grupos y se procede a la evaluación de los aprendizajes genéricos y de los aprendizajes específicos. Se elabora el mapa de aprendizajes de toda la clase.

== La construcción de la democracia en el alula
La convivencia democrática es una forma de maduración social. La democracia se vive propiciando un espacio de participación real en la toma de decisiones de los miembros de un grupo, de allí surge la necesidad de establecer normas de convivencia basadas en la confianza que se tiene que dar entre cada uno, en el respeto mutuo y en el diálogo permanente. Cualquier grupo de personas debe ser una comunidad de convivencia y aprendizaje ==.
Para el Proyecto Roma los valores no se enseñan, se viven en la vida de convivencia, todo grupo debe conversar sobre cuáles serán sus normas de convivencia, mismas que deben ser lo más equitativas posibles y basadas en la libertad de todos los componentes del grupo. 
Las normas no son una relación de ‘cosas’ que se publican o se dictan, sino que cada miembro debe asumir su responsabilidad. Es decir, que el incumplimiento de una norma conlleva que los valores que deben emerger en la convivencia no salgan a la luz.
Aún cuándo cada sociedad es diferente hay unos principios básicos y fundamentales que les hace decir cómo vivir. Así las normas deben surgir del consenso y no de la votación, pues la decisión de las mayorías puede no ser una decisión justa, sin embargo una decisión consensuada en la que todos los miembros pueden dar sus argumentos para su vivencia o no vivencia y que no se define sino hasta que todos la hayan asimilado es garantía de su cumplimiento. 
En el Proyecto Roma no hay reglas (que son impuestas y rígidas) sino que se construyen normas que se suscitan al vivir una situación problemática y nacen de la reflexión y el consenso.

## La evaluación.
López Melero propone un método de evaluación cualitativo que se fije en todas las dimensiones de la persona y no un método cuantitativo que se centra únicamente en algunos aspectos. 
Según esta teoría el modelo de evaluación por calificaciones de la escuela tradicional:
- Califica el desarrollo individual con lo que genera exclusión y competencia.

- Tiende a valorar únicamente el pensamiento lógico racional produciendo en los alumnos desprecio por las otras dimensiones de la persona.
- Obliga a los alumnos a alcanzar un estándar curricular que produce una situación de competencia creciente que genera estrés y bullyng.

El modelo evaluativo del Proyecto Roma:
- Reconoce el conocimiento cooperativo que elimina las diferencias y el bullying.
- Da igual importancia a todas las dimesiones de la persona.
- Cualifica el aprendizaje interdisciplinario y da seguimiento a los avances del alumno.

El examen en la escuela tradicional es en la mayoría de los casos la herramienta principal de la calificación, en él se deposita gran parte de la definición del alumno, mientras que en el Proyecto Roma el examen si lo hubiera sería una herramienta más para ayudar -nunca definir-  a saber si el alumno ha adquirido un cierto tipo de conocimientos y una cierta habilidad.